# Geschiedenis van het christendom
De geschiedenis van het christendom, ook kerkgeschiedenis genoemd, is een vakdiscipline binnen de theologie en de geschiedenis van de wereld. Dit vakgebied onderzoekt en beschrijft het ontstaan en de ontwikkeling van de christelijke religie, de dogmageschiedenis (ontwikkeling van de christelijke theologie) en de sociologische en (kerk)politieke ontwikkeling van de Kerk als instituut. Hierbij worden aspecten betrokken uit de sociale, economische en rechtsgeschiedenis en uit de historische geografie, voor zover deze samenhangen met de geschiedenis van het christendom.

## Christelijke stromingen in de geschiedenis
Een gedetailleerde behandeling van de geschiedenis van christelijke kerkgenootschappen en stromingen zoals de Rooms-Katholieke Kerk, oosterse kerken, gereformeerd protestantisme en het lutheranisme kan gevonden worden in de artikelen daarover.
|                     |                                |                                |                                |                                |                                |                                |                                |                                |                             |
|                     |                                |                                |                                |                                |                                | protestantisme                 | protestantisme                 | protestantisme                 | Noord-Europa, Noord-Amerika |
| Reformatie 16e eeuw |                                |                                |                                |                                |                                |                                |                                |                                |                             |
|                     |                                |                                |                                |                                |                                |                                | anglicanisme                   | anglicanisme                   | Engeland                    |
|                     |                                |                                |                                |                                |                                |                                |                                |                                |                             |
|                     |                                |                                | katholicisme                   | katholicisme                   | katholicisme                   | katholicisme                   | katholicisme                   | westerse rite                  | Zuid-Europa, Zuid-Amerika   |
|                     |                                |                                | Vereniging                     | Vereniging                     | katholicisme                   | katholicisme                   | katholicisme                   | katholicisme                   |                             |
| vroege christendom  | vroege christendom             | vroege christendom             | Grote Schisma 11e eeuw         | Grote Schisma 11e eeuw         |                                |                                |                                | Oosters-katholieke kerken      | Oost-Europa, Midden-Oosten  |
| 431                 |                                | 451                            |                                |                                |                                |                                |                                |                                |                             |
|                     |                                |                                | Oosters-orthodoxe kerken       | Oosters-orthodoxe kerken       | Oosters-orthodoxe kerken       | Oosters-orthodoxe kerken       | Oosters-orthodoxe kerken       | Oosters-orthodoxe kerken       | Oost-Europa, Rusland        |
|                     |                                |                                |                                |                                |                                |                                |                                |                                |                             |
|                     |                                | oriëntaals-orthodoxe kerken    | oriëntaals-orthodoxe kerken    | oriëntaals-orthodoxe kerken    | oriëntaals-orthodoxe kerken    | oriëntaals-orthodoxe kerken    | oriëntaals-orthodoxe kerken    | oriëntaals-orthodoxe kerken    | Ethiopië, Egypte, Armenië   |
|                     |                                |                                |                                |                                |                                |                                |                                |                                |                             |
|                     | Assyrische Kerk van het Oosten | Assyrische Kerk van het Oosten | Assyrische Kerk van het Oosten | Assyrische Kerk van het Oosten | Assyrische Kerk van het Oosten | Assyrische Kerk van het Oosten | Assyrische Kerk van het Oosten | Assyrische Kerk van het Oosten | Syrië, Irak, Iran           |

## Het vroege christendom (tot circa 300)

### Eerste eeuw: het ontstaan van de Kerk

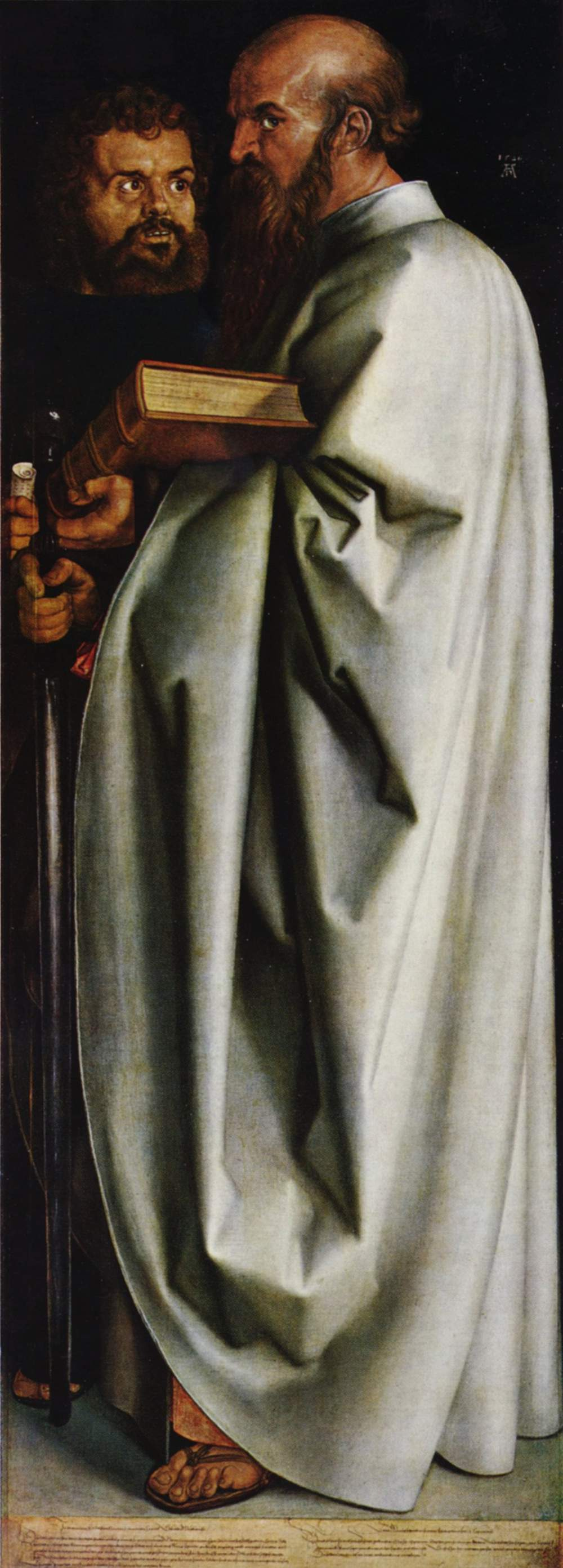
Apostel Paulus

In de tweede helft van de eerste eeuw worden de geschriften geschreven die nu samen het Nieuwe Testament vormen, en die vrijwel de enige bron vormen voor de huidige kennis van het christendom in de eerste eeuw. Uit het Nieuwe Testament valt op te maken dat het christendom wortelt in de prediking van Jezus. Nadat hij tijdens een proces onder Pilatus werd veroordeeld tot kruisiging en hij een smadelijke dood onderging (het Passieverhaal), was dit voor zijn leerlingen niet het einde. De verhalen over de opstanding van Jezus vertellen over een lege graftombe en verschijningen van de opgestane Jezus aan zeker 500 leerlingen (1 Korintiërs 15:5-6). In Handelingen 1:13-15 wordt gesproken van ongeveer 120 leerlingen die in de dagen na Jezus' hemelvaart bij elkaar verbleven in een bovenvertrek in Jeruzalem. Na de aanwas van leerlingen vanaf Pinksteren wordt voor het eerst gesproken over een "gemeenschap" (Handelingen 2:41-42). Dit wordt over het algemeen gezien als het begin van de Kerk. 
In eerste instantie werden de aanhangers van de jonge christelijke Kerk beschouwd als een joodse sekte (Handelingen 24:14). Incidenteel werd deze aangeduid als "De Weg" (Handelingen 9:2;19:9,23;22:4;24:14,22), maar in Antiochië werden de gelovigen voor het eerst "christenen" genoemd (Handelingen 11:26).
Geen auteur in het Nieuwe Testament heeft meer invloed gehad op het christelijk denken en de christelijke theologie dan Paulus. Soms wordt zelfs gesproken van "Paulijns christendom", ter onderscheid van het "Joods christendom" - de aanduiding van de oorspronkelijk uitsluitend Joodse aanhangers van Jezus, die zichzelf beschouwden als onderdeel van de door God uitverkoren Israëlieten en hierin alleen afweken omdat zij Jezus beschouwden als de Messias - met opvolgers als de ebionieten. Paulus' opvatting dat bekeerde niet-Joden niet gebonden waren aan de wet van Mozes leidde tot grote conflicten; het Concilie van Jeruzalem probeerde deze op te lossen.
Mede door Paulus' rol in de verspreiding van het christelijke evangelie kon de beweging uitgroeien tot de wereldreligie die het nu is. Hij maakte enkele grote zendingsreizen. Ook andere apostelen zoals Petrus zouden zendingsreizen hebben gemaakt buiten Israël.

### Tweede eeuw: apostolische vaders
De tweede eeuw kenmerkt zich voor het vroege christendom vooral door het verdwijnen van het joods christendom, de groei van het paulijns christendom en de groei van de gnostiek.
Na het einde van de kerk in Jeruzalem (70) en de dood van de apostelen ontstond het vraagstuk over het leiderschap van de Kerk. Clemens I († ca. 100) introduceerde de apostolische successie, met een hiërarchische keten: God, Christus, de apostelen, de bisschoppen. De apostelen hadden hun gezag (naar verluidt) overgedragen aan de vroegste apostolische vaders.
In de eerste eeuwen van het christendom was er geen duidelijk of eenduidig omschreven theologie. Het christelijke denken was nog volop in beweging en er waren nog geen dogma’s vastgesteld. De meeste werken waren apologetisch van aard en verdedigden het christendom richting het paganisme en het jodendom. De apologeten betoogden vaak dat het jodendom de Hebreeuwse Bijbel verkeerd begrepen en geïnterpreteerd had. In hun werken was de Hebreeuwse Bijbel de ultieme autoriteit, maar werd de Joodse wet gespiritualiseerd en gezien als een voorafschaduwing van dingen die in het christendom zouden worden vervuld, in navolging van de Brief aan de Hebreeën (bijvoorbeeld 10:1).
Tot in de tweede helft van de tweede eeuw konden gnostische en niet-gnostische christenen nog deel uitmaken van dezelfde christelijke gemeente. Een geschrift als Uitleg van de Gnosis, een van de Nag Hammadigeschriften,  maakt dat duidelijk. Gnosis is in de kern het verwerven van het inzicht in de oorsprong, huidige situatie en de bestemming van de mens. Wie de werkelijke situatie kent en dus ook weet, kennis heeft van zijn goddelijke kern en van de mogelijkheid tot terugkeer naar de goddelijke wereld heeft gnosis. Met name vanaf de vierde eeuw wordt de positie van de gnostische beweging steeds meer precair. Vanaf eind vierde eeuw werd een harde lijn van vervolging ingezet en werden gnostische groepen in feite gelijk gesteld met heidenen en vervolgd. In de vijfde eeuw gaat deze synchroon lopen met de vervolging van het manicheïsme. In de zevende eeuw is in het westen geen gnostische beweging meer aanwezig.

#### Marcion
Marcion van Sinope († ca. 160) had een dualistische opvatting. Hij stelde dat de God van de Hebreeuwse Bijbel (de demiurg) een andere god was dan de Vader van Jezus. Hij verwierp de Hebreeuwse Bijbel in zijn geheel in plaats van deze te allegoriseren. Daarnaast wilde hij de gezaghebbende christelijke werken (inclusief die later opgenomen zouden worden in de canon van het Nieuwe Testament) zuiveren van invloeden vanuit het jodendom.
Marcion geloofde dat zelfs de apostelen de bedoelingen van hun Meester verkeerd hadden begrepen en niet hadden gezien hoe nieuw zijn boodschap feitelijk was. De enige apostel die Jezus' leer goed had begrepen was volgens hem Paulus, maar zelfs in diens werken zag hij vervuilingen door joodse invloeden. Om die reden begon hij met het produceren van een gezuiverde tekst van de brieven van Paulus en het evangelie van Lucas (waarvan hij dacht dat het in de oorspronkelijke vorm een werk van Paulus was) - het evangelie volgens Marcion. De andere evangeliën en brieven verwierp hij.
Na zijn excommunicatie in 144 stichtte hij zijn eigen Kerk, het marcionisme; deze gebeurtenis wordt soms beschouwd als het eerste schisma binnen de christelijke Kerk.

#### Canonvorming van het Nieuwe Testament
In zekere zin trof deze actie van Marcion de christelijke gemeenschap als donderslag bij heldere hemel. Er was eenvoudig nooit een vraag geweest over het al dan niet terechte gezag van evangeliën, brieven of openbaringen. Opeens werd het dringend noodzakelijk vast te stellen welke werken "juist" waren en welke vervalsingen of op andere wijze onwaardig in de kerken gebruikt te worden.
Reeds aan het einde van de 2e eeuw bestond een canon die niet veel van de huidige verschilde. De tweede helft van de 4e eeuw vormde de beslissende fase van canonisering. Canoniciteit werd door de Kerk bepaald aan de hand van veronderstelde apostolische oorsprong. Bijvoorbeeld het evangelie volgens Marcus was canoniek omdat volgens de traditie Marcus de verkondiging van de apostel Petrus op schrift gesteld had. Bij de canonisering moest men er rekening mee houden dat sommige boeken ten onrechte pretendeerden geschreven te zijn door een bepaalde auteur (pseudepigrafen). De boeken die buiten de canon gevallen zijn worden apocriefe boeken genoemd.

### Derde eeuw: kerkvaders
De kerkvaders waren de auteurs die in de eeuwen na de apostolische vaders publiceerden over thema's binnen het christendom en hiermee de belangrijkste onderwerpen in de christelijke theologie tot aan de Reformatie bepaalden. Deze periode wordt meestal tot de 8e eeuw gerekend.

#### Vervolgingen
Lactantius merkt in zijn werk Hoe de Christenvervolgers aan hun Einde kwamen op dat de christenen verschillende bevolkingsgroepen van verschillende streken bijeenbrachten. Het toenmalige Romeinse Rijk voelde dit aan als een bedreiging. Meer bepaald het boven-lokaal karakter ervan, het multi-etnische aspect en de sociaal gevarieerde sociologische samenstelling van christenen. Daardoor verschilden zij van bijna alle andere religieuze groepen en was een aanleiding tot vervolging ervan.
Christenvervolgingen werden hervat door de keizers Decius omstreeks 250 en de Christenvervolgingen door Diocletianus, Galerius en Maximinus aan het begin van de 4e eeuw. In de tijd van Diocletianus waren christenen ook aan het hof gewoon, maar in 303 besloot de keizer, onder invloed van Galerius, het christendom in de ban te doen.

## Het christendom in de laat-Romeinse tijd (circa 300-500)

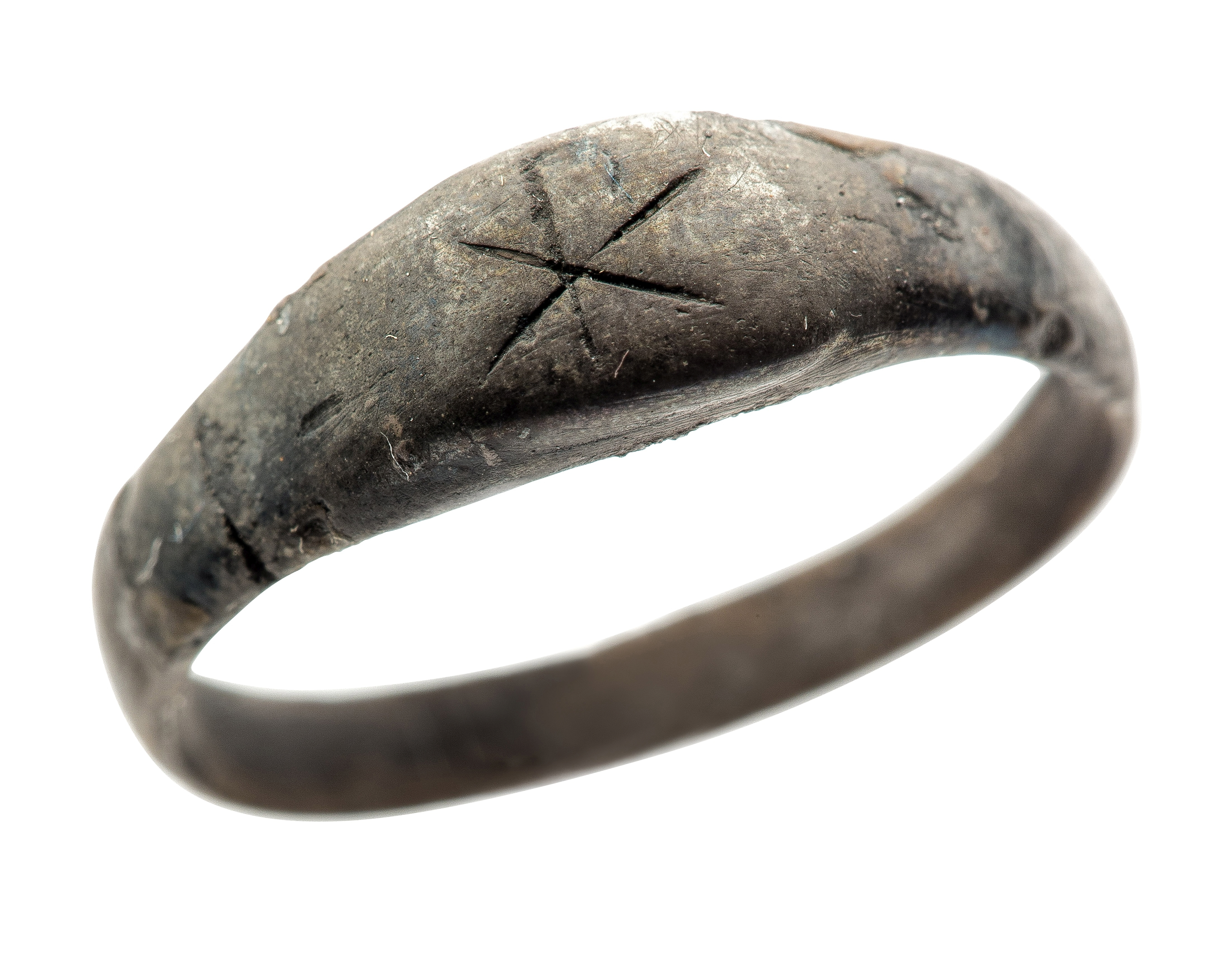
Zilveren ring met christogram uit een 4de-eeuwse christelijke begraafplaats in laat-Romeins Tongeren, een van de oudste bewijzen voor een christelijke gemeenschap in de Lage Landen, Gallo-Romeins Museum (Tongeren)

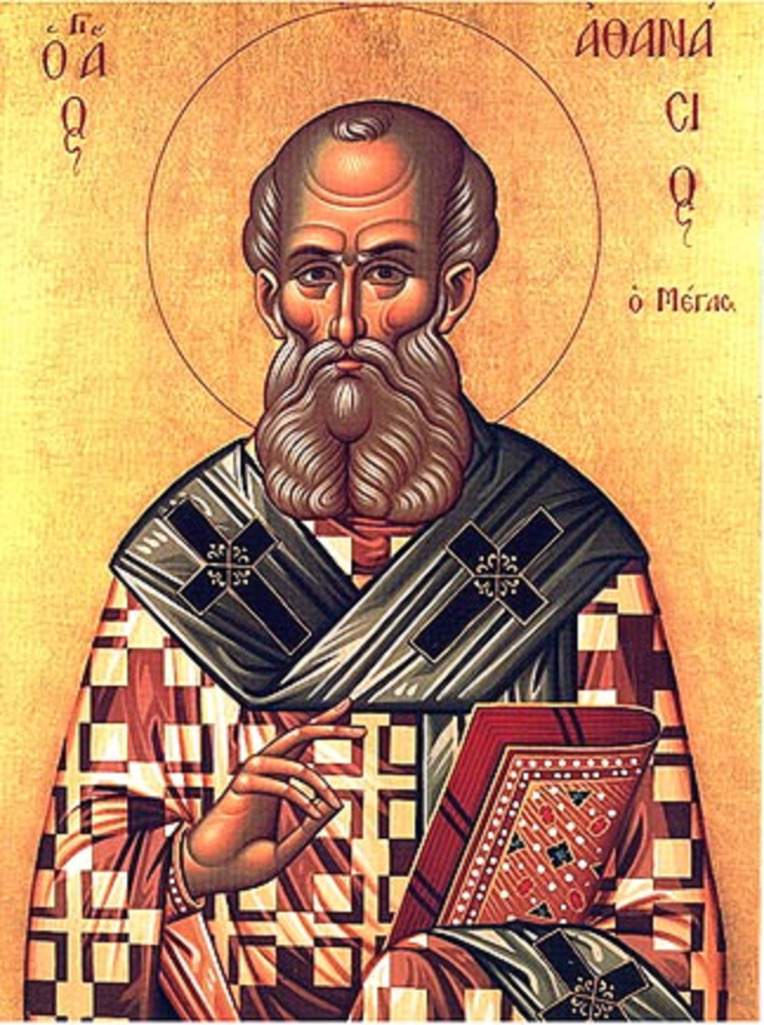
Athanasius

### Het christendom wordt staatsgodsdienst
In 301 bekeerde Grigor Lusavorich (St. Gregorius de Verlichter) de Armeense koning Tiridates IV en het christendom werd – in dit land als eerste in de wereld – staatsgodsdienst. In 326 werd het christendom eveneens staatsgodsdienst in Iberië (Oost-Georgië), onder koning Mirian III en koningin Nana.
In het Romeinse rijk kwam er een einde aan de christenvervolgingen van Diocletianus (303-305) en Galerius (305-311). Tijdens de regering van Constantijn de Grote werd in het edict van Milaan (313) godsdienstvrijheid toegestaan. In feite werden vanaf dat moment de andere godsdiensten dan het christendom benadeeld. Ten tijde van het Edict van Milaan was waarschijnlijk nog slechts 10% van de bevolking van het Romeinse Rijk christen, maar veertig jaar later was dat al ongeveer de helft. Dat kwam met de prijs van onafhankelijkheid, aangezien Constantijn een verenigde kerk nodig had als legitimatie. In 325 riep hij dan ook op tot een oecumenisch concilie om consensus te bereiken in de Kerk door middel van een vergadering die het hele christendom vertegenwoordigde. Tijdens het concilie van Nicea werd het Arianisme veroordeeld en de geloofsbelijdenis zoals die vandaag de dag bekend is vastgelegd. Het concilie van Nicaea wordt traditioneel beschouwd als het eind van de vroeg-christelijke periode.
Het kortstondige streven van keizer Julianus de Afvallige om de christelijke vloedgolf te stuiten, liep op een mislukking uit. Onder keizer Theodosius I werd het christendom in 380 zodanig bevoordeeld dat sprake was van een staatsgodsdienst, en werden vanaf 392 alle andere godsdiensten verboden.
Bij de dood van Theodosius I (395) werd het Romeinse Rijk definitief gesplitst in het West-Romeinse Rijk met hoofdstad Rome, en het Oost-Romeinse Rijk (door latere historici ook wel Byzantijnse Rijk genoemd), met hoofdstad Constantinopel. Parallel hieraan zou zich de komende eeuwen ook een splitsing ontwikkelen tussen westers christendom en oosters christendom.

### Arianisme en de eerste oecumenische concilies
Ook is de vierde eeuw de tijd van grote oecumenische concilies waar belangrijke besluiten worden genomen over de leer. In 325 wordt het Concilie van Nicea bijeengeroepen en in 381 dat van Constantinopel. Hier spreekt de kerk zich onder andere uit over de ware leer. Arius meende dat Christus geschapen was door God de Vader. Het was niet zo dat Arius de Drie-eenheid als zodanig in twijfel trok, maar wel kantte hij zich tegen de uiteindelijke formulering over de Drie-eenheid zoals is vastgelegd in de Geloofsbelijdenis van Nicea.
Athanasius van Alexandrië zet zijn stempel op het theologisch denken en levert een belangrijke bijdrage tot de bestrijding van het arianisme en de formulering van de uiteindelijke leer van de Drie-eenheid. Uitgesproken wordt - in tegenstelling tot Arius - dat Christus en God de Vader volstrekt gelijkwaardig zijn en dat Christus dus ook al vanaf het eeuwige begin bestaan heeft, dit met name gebaseerd op de proloog van het Evangelie van Johannes (Johannes 1:1-18). Na Athanasius zijn de drie grote Cappadociërs (Basilius de Grote, Gregorius van Nazianze en Gregorius van Nyssa) belangrijke theologen in deze periode. Zij werken de formulering van de Drie-eenheid nog verder uit.
Het arianisme stierf na het eerste concilie van Nicea niet direct uit, maar groeide integendeel aanvankelijk alleen nog maar meer. Enkele Oost-Romeinse keizers, met name Constantius II en Valens waren zelf arianen die het arianisme begunstigden. In die tijd werden arianen in het Oosten bevoordeeld en werden orthodoxe bisschoppen soms vervolgd en verbannen. Het arianisme bereikt ondertussen nog wel een aantal binnenstormende Germaanse volkeren, namelijk: de Visigoten, de Ostrogoten, de Vandalen, de Bourgondiërs en de Longobarden. Het duurt dan nog tot eind 7e eeuw voordat het arianisme helemaal uit Europa verdwenen is.
Minder bekend is dat op het concilie van Nicea in 325 ook een rangorde van patriarchaten is vastgesteld, op basis van apostolische traditie. Het patriarchaat van Rome komt op de eerste plaats (de eerste bisschop zou Petrus zijn geweest), daarna volgen Antiochië (ook gesticht door Petrus) en Alexandrië (eerste bisschop Johannes Marcus).

### Geschiedschrijving van het christendom
Van cruciaal belang voor de geschiedschrijving van het christendom is het werk geweest van Eusebius van Caesarea (gestorven 339) die "Ekklèsiastikè Historia" schreef, waarin hij ook veel citaten opneemt uit geschriften die inmiddels voor ons verloren gegaan zijn. Een andere geschiedschrijver was Hiëronymus van Stridon (gestorven 420) die in 392 "De Viris illustribus" (korte levensbeschrijvingen van 135 christenen uit de eerste eeuwen) schreef. Daarnaast is Hiëronymus bekend geworden van zijn nieuwe Latijnse Bijbelvertaling, tot stand gekomen tussen 382 en 405, de Vulgaat, waarbij voor de vertaling van het Oude Testament voor het eerst ook de Hebreeuwse grondtekst in aanmerking genomen wordt.

### De liturgie
Ambrosius van Milaan (gestorven 397) is bekend geworden door het invoeren van psalmzang waarbij telkens een antifoon door het volk gezongen wordt. Blijkbaar was ergens eerder in de geschiedenis van het vroege christendom de volkszang helemaal verloren gegaan.
In de 4e eeuw worden, na Pasen, twee nieuwe christelijke feesten ingevoerd, zowel Epifanie waarin aanvankelijk ook het geboorteverhaal gevierd werd en de Doop van de Heer, alsook Kerstmis. Epifanie is ontstaan in het Oost-Romeinse rijk en heeft zich langzaam verspreid naar het westen, Kerstmis is in Rome of misschien in Noord-Afrika ontstaan en heeft zich langzaam verspreid naar het oosten.

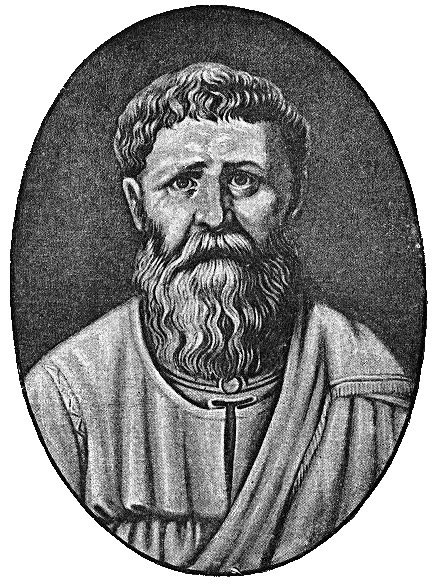
Augustinus van Hippo

### Ondergang van West-Romeinse Rijk en Augustinus
De vijfde eeuw wordt beheerst door de ondergang van het West-Romeinse Rijk. In 410 wordt Rome door de Visigoten onder Alarik I ingenomen en geplunderd, in 455 nogmaals door de Vandalen. In 476 volgt de definitieve ondergang van het rijk. Naar aanleiding van de eerste val van Rome (410) schrijft Augustinus van Hippo (gestorven 430) zijn grote werk De Civitate Dei - Over de stad Gods. Er werd namelijk door sommige Romeinen beweerd dat door het afvallen van de Romeinse godsdienst door de goden als straf de stad door de 'barbaren' geplunderd was; Augustinus wilde dit weerleggen met zijn boek. Hij drukt een onuitwisbare stempel op de christelijke kerk. De Stad Gods is zijn belangrijkste werk. Augustinus verdedigt er het christendom tegenover heidense beschuldigingen en geeft een visie op kerk en staat die eeuwenlang anderen heeft geïnspireerd.
Begin vijfde eeuw kwam het vraagstuk van de vrije wil ter sprake. De monnik Pelagius ontkent de erfzonde en belijdt dat de mens op elk moment vrijelijk voor goed of slecht kan kiezen. Augustinus bestrijdt Pelagius en benadrukt dat mensen van nature altijd tot het slechte neigen. Pelagius beschuldigt Augustinus daarop van manicheïsme waarin te veel macht wordt toebedacht aan de 'boze'. Op het Concilie van Carthago (418) wordt de leer van Pelagius echter als heresie veroordeeld en wordt de leer van de erfzonde bevestigd. Opvallend is dat dit een puur westerse discussie blijft, in de oosterse kerken speelt Augustinus als theoloog nauwelijks een rol.
Terwijl West-Europa inclusief Groot-Brittannië in de 5e eeuw overspoeld wordt door niet-christelijke Germaanse volkeren, kan het Oost-Romeinse Rijk zich handhaven. Ook Ierland blijft ongemoeid, hier beleeft het christendom in de komende eeuwen relatief gezien juist een bloeitijd.

### Christologie en nieuwe oecumenische concilies
Later in de vijfde eeuw komt het vraagstuk rond de christologie op. De vraag is hoe de twee naturen, de goddelijke en de menselijke natuur van Christus, zich tot elkaar verhouden. Op het concilie van Efeze in 431 en op het concilie van Chalcedon in 451 worden hierover grote uitspraken gedaan. Christus is één persoon, in wie de goddelijke en menselijke natuur - op een voor ons onbegrijpelijke wijze - verenigd. De uitspraken van Efeze worden niet geaccepteerd door de volgelingen van Nestorius, die meende dat Christus bestaat als twee personen, een menselijke en een goddelijke. Dit leidt tot de afscheiding van de Assyrische Kerk van het Oosten.
Als gevolg van het concilie van Chalcedon voltrekt zich een nieuw kerkelijke schisma omdat een deel van de oostelijke kerk de nieuwe dogma's over de dubbele natuur van Jezus weigeren te aanvaarden. Zij meenden dat Christus één persoon met één natuur is, namelijk een godmenselijke natuur (miafysitisme). Nestorianen en miafysieten kunnen in dit opzicht als elkaars tegenpolen worden gekenschetst.
De kerken met een miafysitische leer worden oriëntaals-orthodoxe kerken genoemd. Tot deze kerken behoren: de Armeens-Apostolische Kerk, de Syrisch-Orthodoxe Kerk van Antiochië, de Koptisch-Orthodoxe Kerk, de Ethiopisch-Orthodoxe Kerk, de Eritrees-Orthodoxe Kerk en de Malankaarse Syrisch-Orthodoxe Kerk van India.
Het merendeel van de christenheid volgt de uitspraken van Chalcedon. Toch tekenen de verschillen tussen Oost en West zich langzamerhand af. Tijdens het concilie van Chalcedon wordt namelijk ook vastgesteld dat Constantinopel voortaan in rang het tweede patriarchaat na Rome zou worden, dus vóór Antiochië en Alexandrië. Protesten vanuit Rome hierover, mede gebaseerd op het gebrek aan apostolische traditie in Constantinopel, hebben geen effect.

## Het christendom in de vroege middeleeuwen (circa 500-1000)

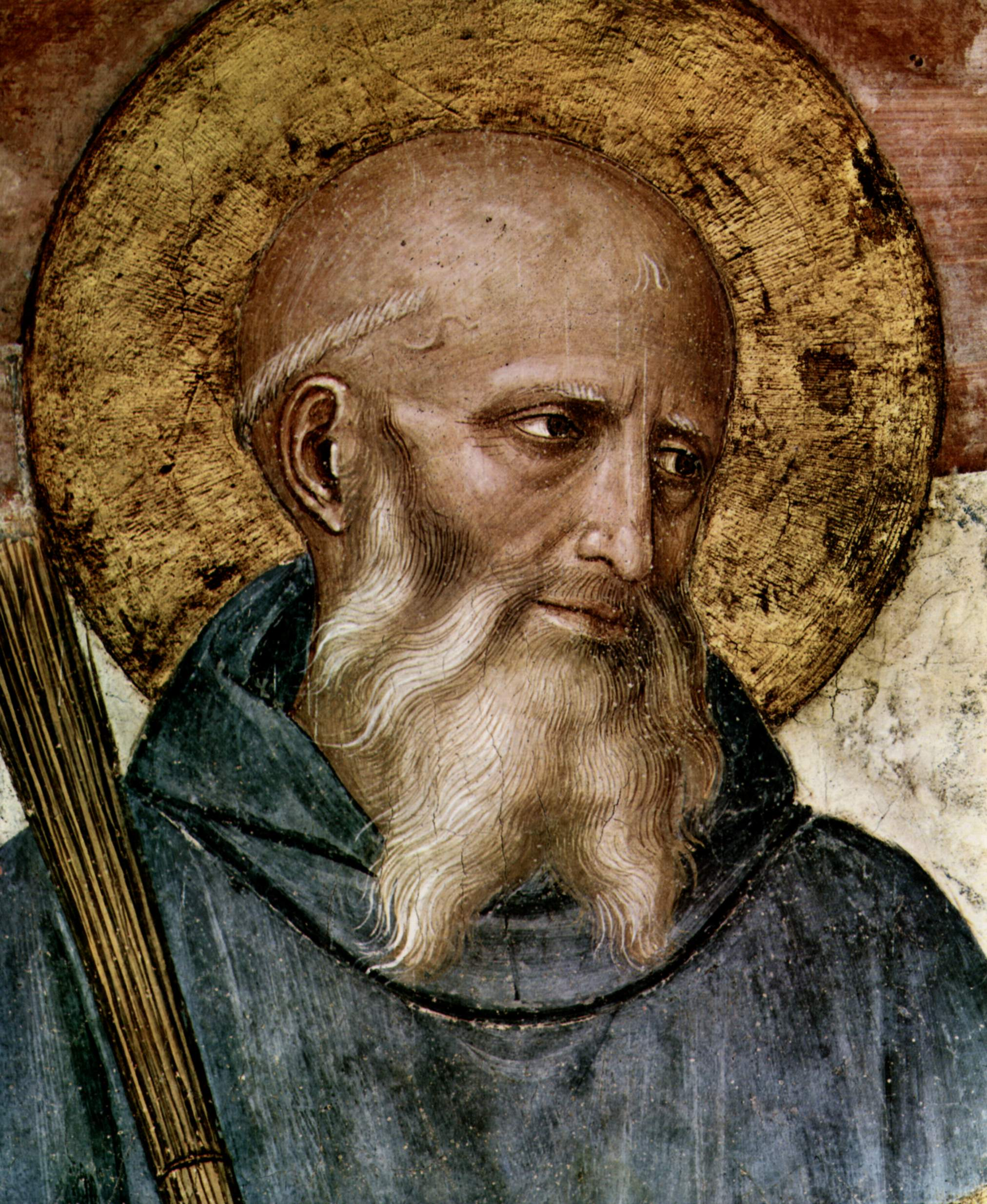
Benedictus van Nursia door Fra Angelico

Tijdens de Grote Volksverhuizing namen de veroveraars die zich binnen de grenzen van het voormalige Romeinse Rijk vestigden, onder meer de Bourgondiërs en Vandalen, het christendom over van de Romeinen, omdat ze graag toegang wilden tot de geavanceerde Romeinse beschaving en het christendom als een van de middelen daartoe zagen.
Van belang is dat aan het begin van de zesde eeuw Clovis, de heerser der Franken, in Reims wordt gedoopt. Het Frankische Rijk sluit zich daarmee aan bij het christendom. Dat dit niet betekende dat de gehele bevolking direct bekeerd was, blijkt bijvoorbeeld uit de vita die Gregorius van Tours schreef van Nicetius van Trier, waarin verhaald wordt van een man die per schip naar Italië reisde, als enige gelovige tussen de pagani (heidenen). Theuderik I heeft nog heidenen in hoge functies.
De Synode van Arausio (het Tweede Concilie van Orange) veroordeelt in 529 het semi-pelagianisme en onderstreept de visie van Augustinus op de vrije wil en de genade. De mens is onbekwaam tot enig goed en kan zich tot de genade van God niet voorbereiden.
Benedictus van Nursia (gestorven 543/547) sticht de Abdij van Monte Cassino en schreef voor zijn monniken een kloosterregel, de zeer invloedrijke Regula Benedicti. Hieruit ontstaan de Benedictijnen. De kloosters worden in de komende eeuwen belangrijke plaatsen binnen het christendom.

### Byzantijnse dominantie
Tijdens de Gotische Oorlog (535-554) heroverde de Oost-Romeinse keizer Justinianus I het huidige Italië en Noord-Afrika. Tot 752 zullen pausen alleen maar verkozen worden met de uitdrukkelijke instemming van de Oost-Romeinse keizer. Na de dood van Justinianus I in 565 vallen de Longobarden Italië binnen maar blijft een klein deel, het exarchaat Ravenna, inclusief de stad Rome, onder Oost-Romeinse controle.
De christelijke leer wordt verder vastgelegd tijdens het Concilie van Constantinopel II (553). De patriarch van Rome dacht op dit concilie met concessies de miofysieten over te halen terug te keren in de kerk, enerzijds is dit niet gelukt, anderzijds kreeg hij grote ruzie met zijn eigen westerse achterban die vonden dat hij te veel concessies had gedaan.
In 589 gingen de Visigoten op eigen houtje over tot het katholicisme.
Gregorius de Grote was als patriarch van Rome (van 590-604) dan al zo zelfbewust dat hij een nieuwe pauselijke titel gaat gebruiken "servus servorum Dei" (dienaar van de dienaren van God). Hij begon de westelijke kerk meer te centraliseren en hervormde de Romeinse ritus. Gregorius zette zich actief in voor de kerstening van Engeland.
In Engeland en Ierland daarentegen bloeit de kerk vanwaaruit geregeld zendelingen worden gestuurd naar het vasteland van Europa om de daar aanwezige heidenen te bekeren. De Ier Columbanus trekt in 590 naar de Vogezen. Hij richtte de beroemde kloosters van Luxeuil en Bobbio op. Vanaf de zevende eeuw zorgden Engelse missionarissen voor de oprichting van bisdommen onder pauselijk toezicht.
Dat de bekering langzaam gaat, blijkt wel uit de scènes en teksten op Franks Casket, een uit walvisbot gesneden kistje uit de zevende eeuw met daarop heidense taferelen. In de Lage Landen verschijnen Willibrord en Bonifatius. De Germaanse volkeren worden deels bekeerd tot het christelijke geloof.
De dominantie van Byzantium werd duidelijk onder keizer Herakleios. In 640 liet hij het Lateraans Paleis plunderen en eiste dat de pausen zijn standpunt, de Ecthesis, in verband met de Christologie, zouden uitdragen. De weigering van Paus Martinus I om dit te doen leidde tot zijn verbanning. De plooien werden glad gestreken met het Concilie van Constantinopel III (680-681). De relatie met volgende Byzantijnse keizers verliep steeds stroef.
Keizer Leo III, die Byzantium te nauwer nood van de ondergang hielp, had een groot gebrek aan geld. Hij werd beïnvloed door de Oosterse religies en hun kijk op beeldenverering. Rond 730 begon het Iconoclasme. Toen paus Gregorius II weigerde keizer Leo III financieel te steunen, noch zijn ideeëngoed wilde volgen, werden er moordplannen opgesteld. Dit dreef Gregorius in de armen van de Longobarden.
Leo III confisqueerde de pauselijke bezittingen in Sicilië, Zuid-Italië en Illyrië en bracht dit in 740 ook kerkelijk onder jurisdictie van de patriarch van Constantinopel. De standpunten van de Griekse kerkvader Johannes Damascenus, onder bescherming van de kalief van Damascus, zijn hierover het vermelden waard.

### Opkomst van de islam

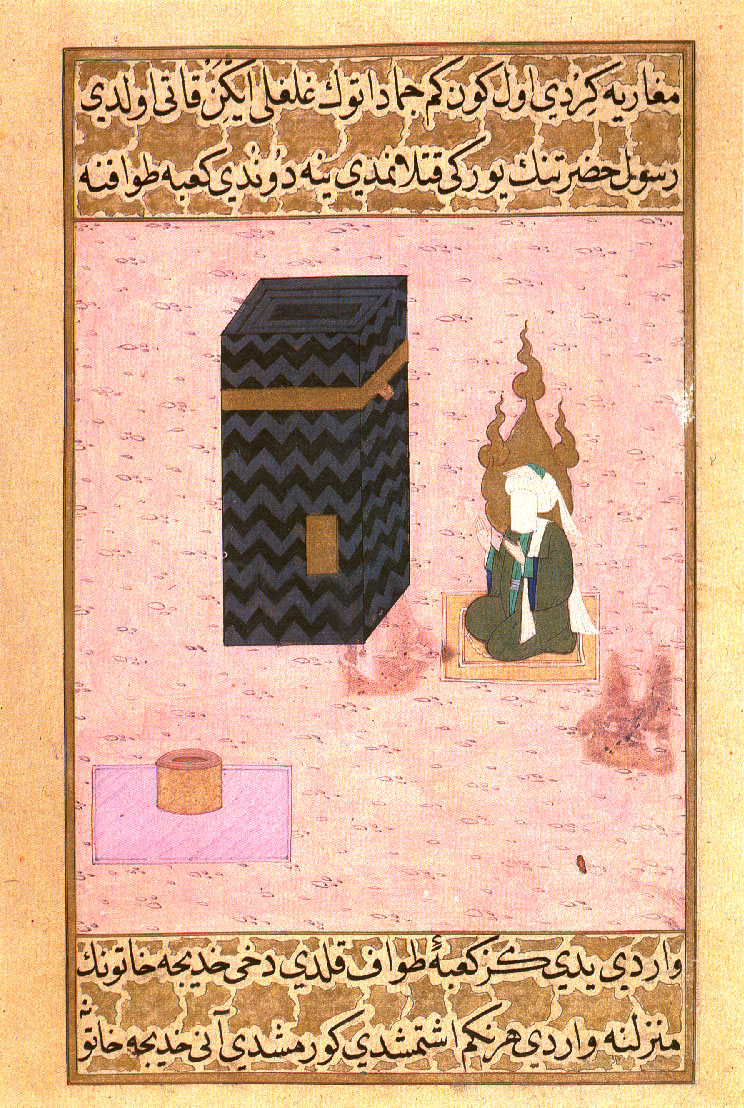
Mohammed bij de Ka'aba

Belangrijk is de opkomst van de islam in Arabië. Deze religie is gebaseerd op de openbaring van de Koran aan de profeet Mohammed (570-632).
De islamitische veroveringen vingen begin van de zevende eeuw aan. Begin de achtste eeuw hadden de moslims van Arabië, de Levant, Egypte, Maghreb en Iberië veroverd. Grote gebieden gaan verloren voor het Oost-Romeinse Rijk en de aanvankelijk christelijke bevolking in deze gebieden gaat grotendeels geleidelijk, al of niet onder dwang, over tot de islam.
Ze zetten hun veroveringen verder in de zuidelijke helft van Frankrijk. Onder leiding van de Frankische vorst Karel Martel werd in 732 die opmars definitief gestuit in de Slag bij Poitiers. Toch blijft nog eeuwenlang het Iberische schiereiland grotendeels onder bestuur van de moslims. De overwinning van Karel Martel droeg bij aan de vestiging van de Karolingische dynastie.

### Karolingen
In 751 viel het exarchaat Ravenna in de handen van de Longobarden. Paus Stefanus II (III) werd in 752 verkozen tot paus, dit gebeurde voor het eerst sinds twee eeuwen zonder de instemming van de Byzantijnse keizer. In plaats daarvan wendde Stefanus zich voor een bondgenootschap tot de Frankische koning Pepijn de Korte, de zoon van Karel Martel. Deze veroverde een gebied rondom Rome op de Longobarden en schonk dit aan de paus, dit zou later uitgroeien tot de Kerkelijke Staat.
Bonifatius, de apostel der Saksen, wordt in 754 bij Dokkum gedood na meermaals de lokale heiligdommen te hebben geschonden.

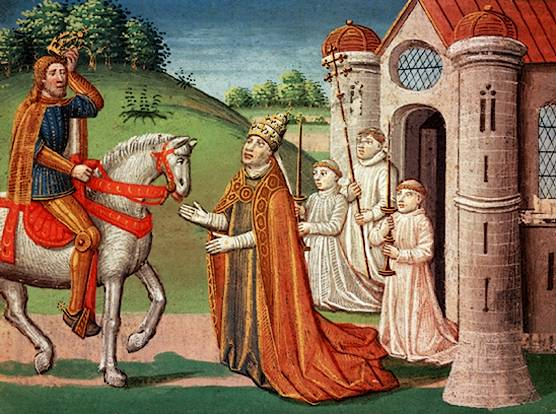
Karel de Grote en paus Adrianus I, voorganger van paus Leo III

Het einde van de achtste eeuw werd staatkundig beheerst door de figuur van Karel de Grote (768-814), zoon van Pepijn de Korte. Hij speelde ook in godsdienstig opzicht een grote rol. Nadat hij door de paus te hulp geroepen werd, veroverde hij in 774 het gehele Longobardische Rijk en stichtte daar het koninkrijk Italië. Karel voerde ook oorlog tegen de islamitische Moren, waarbij hij gebruikmaakte van hun onderlinge verdeeldheid en een Spaanse Mark ten zuiden van de Pyreneeën vestigde als bufferzone. Hij bekeerde in het oosten de Saksen met 'tongen van ijzer', oftewel met het zwaard, tijdens de dertig jaar durende Saksenoorlogen.
In 787 namen de westerse en oosterse kerk een gezamenlijk standpunt in over het iconoclasme, tijdens het tweede concilie van Nicea. Dat Karel de Grote niet met zich liet sollen, bleek met zijn reactie, de Libri Carolini. Een combinatie van factoren, de situatie in Byzantium en de situatie in Rome leidden ertoe dat op kerstdag van het jaar 800 paus Leo III, Karel kroonde tot keizer van het 'Romeinse Rijk', waarmee hij feitelijk een concurrent creëerde voor de (Oost-)Romeinse keizer in Constantinopel. In navolging hiervan werd het Duitse rijk later ook aangeduid als het Heilige Roomse Rijk. Karel steunde de paus in diens machtsstrijd tegen de Romeinse adel en in diens eigen strijd ter zee tegen de islamitische Saracenen.
Het hof van Karel speelde een belangrijke rol in de ontwikkeling van de theologie (hoftheoloog Alcuinus), het onderwijs en de kunsten. De kloosterscholen waren centra van beschaving en cultuur. In de kloosters werd aan Bijbelstudie gedaan en aan studie van de zeven vrije kunsten. De monniken en de kloosters speelden een belangrijke rol bij de instandhouding en de verspreiding van het christelijke geloof. Latijn was, althans in geschrift, de voertaal aan het hof en in de Kerk. Vanaf deze tijd worden kerken in steen gebouwd. Vooral in de bouwkunst komt er een eigen Karolingische bouwkunst. In Aken laat Karel de Grote de Paltskapel bouwen.

### De kerk in de 9e en 10e eeuw
De spanningen tussen het oosten en het westen lopen in de 9e eeuw verder op. In de oosterse kerk laait de beeldenstrijd tussen 813 en 843 opnieuw op. De kerk in het oosten verwerpt het in het westen gebruikelijke vasten op zaterdag en het verplichte priestercelibaat.
In de negende eeuw (omstreeks 850) duiken de zogenoemde pseudo-isidorische decretalen op. Deze decretalen stellen dat de macht van de priester gaat boven de macht van de vorst. De macht van de priester culmineert uiteindelijk in de macht van de paus. De paus staat dus boven de vorst. De decretalen stonden op naam van bisschop Isidorus van Sevilla (circa 600), die encyclopedisch de wetenschap van de oudheid had samengevat. Voor een deel waren deze decretalen echt, andere stukken waren afkomstig uit de buurt van Reims en waren tegen aartsbisschop Hincmar van Reims en de Frankische koning gericht. Vooral de krachtige paus Nicolaas I (858-867) heeft handig gebruikgemaakt van deze decretalen, onder meer tegen Hincmar van Reims, Lotharius II en Photius I van Constantinopel.
Er ontstaat strijd over de leer rond de eucharistie. Radbertus Paschasius stelt dat brood en wijn wezenlijk veranderen in het lichaam van Christus. Deze gedachte wordt later in de rooms-katholieke kerk aanvaard als de transsubstantiatieleer. Tegenover Radbertus Paschasius staat de monnik Ratramnus van Corbie (850). Ratramnus dacht bij de eucharistie aan Christus' mystiek lichaam dat iets anders is dan zijn historische lichaam en dat op geestelijke wijze wordt ontvangen. In deze eeuw verbreidt Johannes Scotus Eriugena een neoplatonische mystiek.
Ook komt er discussie over de leer van de predestinatie. Godschalk van Orbais, een monnik, formuleert de leer van de dubbele predestinatie, hetgeen verworpen wordt.
In het oosten van het Oost-Romeinse rijk en in Armenië florereert de dualistische beweging van de paulicianen vooral in de 8e en 9e eeuw. Van 844 tot 871 hebben ze zelfs een zelfstandige staat in het oosten van Klein-Azië. Nadat hier een einde aan komt vinden veel paulicianen onderdak in het islamitische Syrië. In 970 worden een groot aantal paulicianen door de Oost-Romeinse keizer getransporteerd naar Bulgarije. Ze zouden daar een buffer vormen tegen de aanvallen van de Bulgaren en in ruil daarvoor godsdienstvrijheid krijgen. Van hieruit verspreiden de paulicianen zich als bogomielen over Europa.
Vanaf 862 proberen de broers Cyrillus en Methodius, afkomstig uit de oosterse kerk, de liturgie in de Slavische volkstaal te introduceren in het Groot-Moravische Rijk (ongeveer het huidige Tsjechië, Slowakije en Hongarije) terwijl in dit gebied al eerder door westerse zendelingen de Latijnse liturgie was geïntroduceerd. Dit leidde vanzelfsprekend tot conflicten, waarbij de Latijnse liturgie het uiteindelijk wint. In deze tijd worden vanuit de oosterse kerk de Serviërs en Bulgaren tot het christendom gebracht en na de dood van Cyrillus en Methodius (869 resp. 885) wordt de Slavische liturgie door hun leerlingen wel succesvol geïntroduceerd onder de Serviërs en Bulgaren. Veel later, in 988, bekeert ook het Rijk van Kiev (Rusland) zich tot het oostelijke christendom, eveneens met gebruikmaking van de Slavische liturgie.
De kerk breidt zich in deze periode verder uit naar de noordelijke delen van West-Europa. De kerstening van Denemarken en Zweden mislukt echter. Integendeel de Vikingen plunderden West-Europa.
Paus Johannes VIII (872-882) was de laatste belangrijke paus vóór de 'ijzeren eeuw'. Op kerkelijk terrein volgden in tachtig jaar tijd maar liefst 24 pausen elkaar op. Na de dood van Karel de Dikke viel de Kerkelijke Staat, zoals de rest van het Karolingische Rijk, in handen van plaatselijke heersers. De graven van Tusculum zullen gedurende zestig jaar de Paus aanduiden, beginnende met Paus Sergius III tot en met Paus Johannes XII. Paus Johannes XII, die op 17-jarige leeftijd paus werd, leidde een zeer zedeloos leven. Simonie en schending van het celibaat door priesters kwamen beide veelvuldig voor, hoewel dat officieel verboden was.
Aan de duistere eeuw kwam een einde toen Otto de Grote, Berengarius II koning van Italië afzette. Otto liet zich op 2 februari 962 tot keizer kronen en tekende enkele dagen later met Paus Johannes XII het Diploma Ottonianum, de toezegging en bescherming van de Kerkelijke Staat, maar vanaf nu moest de paus beëdigd worden door de keizer.

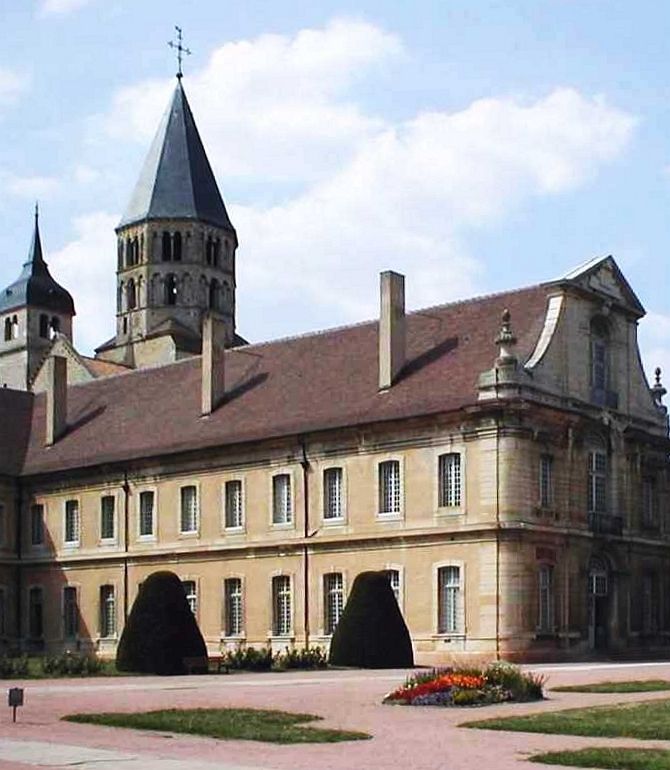
Abdij van Cluny

In deze eeuw ontstaat vanuit de kloosters hervorming en opleving. In Cluny ten noorden van Lyon sticht abt Berno van Cluny in 910 de orde van de Cluniacenzers. Doel is de hervorming van het vervallen kloosterleven. De tweede abt van Cluny, Odo (abt van 927-941), verscherpt de orderegels. Het klooster wordt zeer bekend en de congregatie breidt zich uit. Spoedig telde ze 2000 kloosters. De grote paus Gregorius VII (1073-1085) is uit de orde van Cluny voortgekomen.

## Het westerse christendom in de hoge en late middeleeuwen (circa 1000-1515)
In 1014 voegt paus Benedictus VIII het filioque officieel toe aan de geloofsbelijdenis van Nicea. De oosterse kerk kan zich er niet mee eens verklaren en stelt dat het Westen het credo wijzigde zonder de toestemming van een oecumenisch concilie.

### Oosters schisma
In 1054 voltrekt zich het grote schisma tussen de oosterse en de westerse kerk. De directe aanleiding daartoe waren de geschillen over enerzijds de pauselijke autoriteit en anderzijds de "filioque-doctrine". Andere minder belangrijke discussiepunten waren onenigheid over de liturgie en conflicterende claims over de jurisdictie binnen de christenheid.
Deze conflictsituatie leidde tot een reeks wederzijdse excommunicaties door de vertegenwoordigers van paus Leo IX en de patriarch van Constantinopel Michaëlis Caerularius. Dit feit kreeg een sterke symboolbetekenis in het scheidingsproces van de Rooms-Katholieke Kerk en de oosters-orthodoxe kerken. Overigens puur formeel zou het jaartal van scheiding misschien eerder in 1014 of in 1123 gelegd kunnen worden.

### Reconquista
In 1063 begint op het Iberische schiereiland de Reconquista, de terugverovering van het land dat in de 8e eeuw door de islamieten was veroverd. Deze strijd zou met tussenpozen doorgaan tot 1492.

### Investituurstrijd

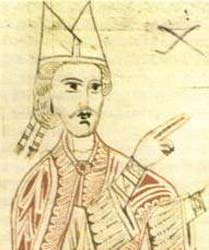
Paus Gregorius VII

De elfde eeuw wordt ook beheerst door de investituurstrijd. Keizer Hendrik III (1039-1056) is een krachtige hervormer uit het Frankische huis. Het pausdom en de kerk staan circa tien jaren onder zijn invloed. Hij benoemt een aantal pausen. Hij zet ze ook af. In 1059 komt er een kentering. Paus Nicolaas II vaardigt de pauselijke bul, In nomine Domini uit, die de modaliteiten van de verkiezing van een nieuwe paus bepaalt.
Het conclaaf van kardinalen kiest uit zijn midden een paus. In april 1073 wordt Gregorius VII de nieuwe paus. Hij is een krachtige figuur en verbiedt de lekeninvestituur, waardoor hij in botsing komt met Hendrik IV. Gregorius excommuniceert hem in 1076. Deze gaat naar Canossa en verkrijgt op 25-27 januari 1077 van Gregorius absolutie.
In deze periode ontwikkelt de kerk instrumenten om te straffen. Zij stelt drie mogelijke straffen in:
- het interdict
- de excommunicatie of grote ban (excommunicatio maior)
- de kleine ban (excommunicatio minor)

In de 11e eeuw worden verscheidene kathedralen en kerken gebouwd, onder meer de dom in Spiers, Mainz en in Worms. De Lebuïnuskerk in Deventer en de Sint-Servaaskerk in Maastricht dateren uit deze periode.

### Kloosterordes
De machtsontplooiing van de abdij van Cluny  leidde tot nieuwe kloosterordes. In de sober ingerichte kloosters heerste stilte. De kloosters waren veelal gevestigd in onherbergzame streken, zodat de monniken zich met zwaar handwerk moesten bezighouden om te kunnen overleven. Onder de impuls van Robert van Molesme werden de cisterciënzers- en de kartuizersorden opgericht.

### Scholastiek
De hoge middeleeuwen was de bloeitijd van de scholastiek, waarmee de middeleeuwse filosofie wordt bedoeld die ten doel had om God vinden door middel van de logica. De scholastiek werd geïnspireerd op de antieke filosofie, met name door Aristoteles en het neoplatonisme. Enkele belangrijke scholistici zijn:
- Anselmus van Canterbury (1033–1109) ligt aan de basis van de verzoeningsleer: de menselijke schuld is te groot dat één mens er de boete voor zou kunnen dragen; de schuld werd daarom gedragen door Christus, die de relatie tussen God en mens herstelt.
- Petrus Abaelardus (1079–1142) met zijn belangrijkste werk "Sic et Non" ("Ja en Nee"): hierin wekt hij de indruk dat hij allerlei schijnbare tegenstrijdigheden in geloofsstellingen allebei waar vond en dat niets voor hem vast stond. Dit was in strijd met de heersende ideeën van die tijd en hij werd dan ook veroordeeld.
- Thomas van Aquino (1225-1274) schreef onder meer "Summa contra gentiles" ("Tegen de heidenen") en "Summa Theologiae". Dit laatste wordt wel beschouwd als het grootste theologische werk van de middeleeuwen. Het bevat een rationele onderbouwing van alle christelijke theologische stellingen van die tijd.

### Kruistochten
In 1071 versloegen de Seltsjoeken onder leiding van Alp Arslan het Byzantijnse leger bij Manzikert.
In 1074 plande paus Gregorius VII een oorlog tegen de ‘ongelovigen’, met als tweede doel de hereniging van de westerse en de oosterse Kerk. Door de investituurstrijd werd dit plan naar de achtergrond verdrongen. In 1078 veroverden de Seltsjoeken Jeruzalem.
Tijdens de Synode van Piacenza (1095) probeerde Paus Urbanus II (1088-99) de patstelling, de strijd tussen kerk en staat, te ontwarren. Op die synode waren er afgezanten van keizer Alexius I van Byzantium aanwezig en die vroegen militaire hulp om de Turken uit Anatolië te verdrijven. Wat volgde, was de Synode van Clermont, waar Urbanus, voor een grote massa mensen, een oproep deed voor de Eerste Kruistocht. De aanwezigen reageerden enthousiast. Tijdens de Eerste Kruistocht veroverden de kruisvaarders in 1099 Jeruzalem onder leiding van Godfried van Bouillon.

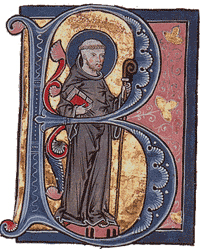
Bernard van Clairvaux

Bernard van Clairvaux (1093–1153) is een van de meest invloedrijke personen in de eerste helft van de twaalfde eeuw. Hij werkt aan de hervorming van het kloosterleven. Hij is een groot prediker en de belangrijkste motivator van de Tweede Kruistocht.
In totaal zullen in de periode tussen 1147 en 1272 nog acht andere kruistochten volgen. Geen enkele zal Jeruzalem nog bereiken. In 1187 wordt Jeruzalem veroverd door Saladin; de stad zal niet meer in handen van de kruisvaarders komen. Het eindresultaat van de kruistochten is niet alleen dat de westerse en de oosterse kerk verder van elkaar zijn gegroeid dan tevoren maar ook dat de westerse kerk zich vijanden heeft gemaakt zowel bij de joden als de moslims.
In 1204 veroveren en plunderen de deelnemers aan de Vierde Kruistocht de stad Constantinopel. Hiermee wordt de breuk tussen de westerse kerk en de oosterse kerk definitief bezegeld.

#### Ridderorden
In 1113 erkent Paus Paschalis II de Orde van de Hospitaalridders en de Orde van het Heilig Graf. In 1118 wordt de Orde van de Tempeliers en de Orde van Sint-Lazarus gesticht.

### Protestbewegingen en inquisitie
Alhoewel de kruistochten de druk van de ketel wegnam, verdween de strijd om de Heilige Stoel niet. Nu kwam het ongenoegen van onderuit. Arnold van Brescia, een geleerde asceet, greep in 1145 de macht in Rome. Op andere plaatsen verschenen opstandige groeperingen, zoals de Waldenzen en de Katharen. Paus Lucius III vaardigde in 1184 de bul Ad abolendam uit, tegen, in de ogen van de Katholieke kerk, de ketterij. Deze bul kan beschouwd worden als het begin van de Inquisitie.
In de tweede helft van de twaalfde eeuw begint Petrus Waldo in Lyon (Frankrijk) de armoedebeweging van de Waldenzen. Waldo heeft de Bijbel in de volkstaal laten vertalen, legt de nadruk op de autoriteit van de Bijbel en staat prediking door leken toe. De Waldenzen overleven alle vervolgingen door de katholieke kerk en zullen zich in de 16e eeuw aansluiten bij het protestantisme. De volksbeweging van de katharen of Albigenzen, zijn verwant aan de bogomielen (zie hierboven 10e eeuw), dus met een typisch dualistische godsdienstige visie. Ze verwerven in het bijzonder in Zuid-Frankrijk en Noord-Italië grote populariteit, niet in het minst door een voorbeeldige levenswijze.
Om de wildgroei van armoedebewegingen en nieuwe orden te stuiten, aanvaardde paus Innocentius III de bedelorden van de Franciscanen (1209) en de Dominicanen (1214). Het Vierde Lateraans Concilie bepaalde (zie canon 13), dat alle nieuwe religieuze orden, de regel van Augustinus moeten aannemen.
Het armoede-ideaal waarmee de stichter Franciscus van Assisi de eerstgenoemde orde begon wordt nog tijdens zijn leven alweer losgelaten. In 1232 geeft paus Gregorius IX bevel aan de Dominicanen de taak van de inquisitie op zich te nemen. Daarmee is de inquisitie formeel bevestigd en geïnstalleerd. In 1237 belast de paus er ook de franciscanen mee. Deze inquisitie gaat een grote rol spelen in de vervolging van de katharen. De Kruistochten tegen de katharen beginnen in 1209 en gaan door tot de katharen helemaal uitgeroeid zijn (1329).

### Paustroebelen en groeiende ontevredenheid in de late middeleeuwen

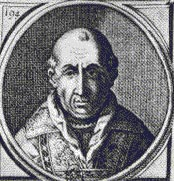
paus Clemens V

In 1309 verhuist paus Clemens V, de vroegere aartsbisschop van Bordeaux, naar Avignon. Van 1309 tot 1376 verblijven de pausen in Avignon onder toezicht van de Franse Koning, de Babylonische ballingschap der pausen. In 1376 verhuist paus Gregorius XI terug naar Rome. Na zijn dood kiezen de kardinalen onder druk van de bevolking Urbanus VI tot paus. Dertien Franse kardinalen betwisten de omstandigheden van deze verkiezing en kiezen een tegenpaus Clemens VII die naar Avignon terugkeert. De periode 1378–1417 noemt men het Westers Schisma. Gedurende veertig jaar zijn er twee pausen. Aan dit schisma wordt een einde gemaakt tijdens het concilie van Konstanz wanneer de pausen van dat moment worden afgezet en een nieuwe paus Martinus V wordt gekozen.
De verhuizing terug naar Rome leidde ertoe dat de kerkelijke macht in handen kwam van voornamelijk machtige Italiaanse families, en deze stonden elkaar soms naar het leven om de hoogste kerkelijke ambten te kunnen bemachtigen. Corruptie, decadentie, nepotisme en simonie binnen de kerk zorgden in delen van Europa voor een groeiende ontevredenheid. Bekende critici waren:
- John Wyclif uit Engeland (circa 1320-1384). Hij stelde dat mensen zonder tussenkomst van priesters hun geloof mochten belijden, met de Bijbel als gids en richtlijn. De aardse kerk mocht volgens hem geen bezit hebben. De goederen die zij bezat, diende zij terug te geven aan de oorspronkelijke eigenaren.
- Jan Hus uit Bohemen (circa 1369/1370-1415) werd sterk beïnvloed door Wyclif. Hij verwierp de aflaten en stelde dat Christus het hoofd is van de kerk en niet de paus. In 1415 werd hij veroordeeld tot de brandstapel tijdens het concilie van Konstanz.
- De Florentijnse boeteprediker Savonarola (1452-1498), die bekendstond om zijn boekverbrandingen en vernietiging van kunstwerken, en zijn pijlen vooral richtte op de Medici-familie. Hoewel hij in de leer niet afweek van de Katholieke Kerk werd ook hij tot de brandstapel veroordeeld.
- Erasmus (1467-1536) staat als representant van de humanistische beweging aan de basis van de tolerantiegedachte. In zijn Lof der Zotheid (1511) is hij zeer kritisch over de praktijk van de kerk. Nadat de reformatie was doorgebroken bleef Erasmus echter toch trouw aan de Katholieke Kerk.

### De strijd tussen christendom en islam
In 1453 komt er definitief een einde aan het Oost-Romeinse Rijk wanneer Constantinopel door de Turken veroverd wordt. In 1459 wordt Servië door de Turken veroverd, in 1463 Bosnië, in 1526 Kroatië en Hongarije. Het christendom blijft wel toegestaan in de Europese gebieden onder Turks bewind.
In 1492 eindigt in Spanje de Reconquista met de verovering van Granada door Castilië. Spoedig daarna wordt het belijden van islam en jodendom strafbaar en zien vele Spaanse moslims en joden zich gedwongen om te emigreren naar Marokko en verder.

## Reformatie en contrareformatie (circa 1515-1650)

### Reformatie

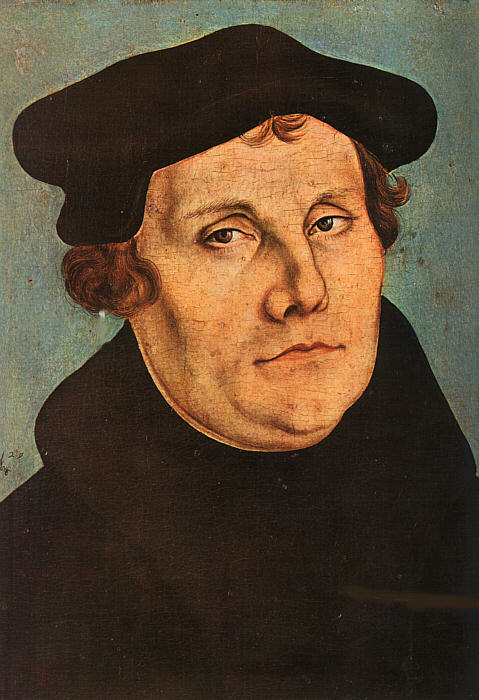
Maarten Luther

In 1517 publiceerde Maarten Luther (1483 – 1546) zijn “95 stellingen”. In de protestantse heroïserende geschiedschrijving wordt beweerd, dat Luther de stellingen aan de kerkdeur in Wittenberg spijkerde, zodat dit tot "publieke daad" kon worden gestileerd. In werkelijkheid waren de stellingen bedoeld voor interne discussie. In 1519 vond in Leipzig het dispuut plaats tussen Luther en Johannes Eck waarin Luther niet alleen het gezag van de paus maar ook het gezag van de concilies in twijfel trok. In 1520 werd Luther op de Rijksdag van Worms (1521) ondervraagd en vergeefs verzocht zijn standpunt te herroepen. Krachtens het Edict van Worms werd hij in 1521 geëxcommuniceerd en vogelvrij verklaard en werd aanbevolen zijn boeken te verbranden. Eveneens in 1521 publiceerde een medestander van Luther, de theoloog Philipp Melanchthon, een boek waarin hij de Lutherse geloofsleer systematisch samenvatte, de Loci communes. Toen Luther drie jaar later een eigen kerk stichtte, werd hij door vele vorsten in Duitsland vervolgd. Keurvorst Frederik III van Saksen verleende hem echter gastvrijheid op het slot Wartburg, waar Luther de eerste Duitse vertaling van het Nieuwe Testamant, de 'Lutherbijbel' vervaardigde, op basis van de verbeterde Latijnse vertaling van Erasmus. In vervolg op het dispuut in Leipzig in 1519 vonden in Duitsland in de eerste helft van de 16e eeuw nog diverse anderse godsdienstgesprekken plaats tussen rooms-katholieken en lutheranen, zonder dat ergens overeenstemming over bereikt werd.
Johannes Calvijn (1509 – 1564) bekeerde zich in 1532 tot de protestantse Reformatie, waaraan hij zelf mede vorm zou geven. De eerste editie van zijn catechetische en dogmatische hoofdwerk, de "Institutie" kwam uit in 1536 in het Latijn: "Institutio religionis Christianae". Dit werk, waarin hij de christelijke leer samenvat, zou hij bij iedere herdruk tot aan het einde van zijn leven aanvullen en uitbreiden, in het Frans en het Latijn. De laatste uitgave bij zijn leven verscheen in 1559. Het werk bestond toen uit vier boekdelen, met in totaal 80 hoofdstukken.
Het gereformeerd protestantisme (soms aangeduid als calvinisme) kreeg grote invloed in Frankrijk, Schotland, (waar John Knox het calvinistische denken verspreidde), delen van Zwitserland (waar vóór Calvijn Huldrych Zwingli een leidende rol speelde) en vanaf de jaren vijftig de Nederlanden, waar de echter de wederdoper Menno Simonsz de belangrijkste protestantse denker van eigen bodem was. In de Nederlanden begon de verspreiding vanuit het zuiden. Veelal bleven de mensen hier actief lid van de Rooms-Katholieke Kerk, maar bezochten daarnaast Bijbelstudies; openlijk uitkomen voor protestantse sympathieën was in die tijd levensgevaarlijk.
In 1534 riep Hendrik VIII zich uit tot hoofd van de Kerk van Engeland.
Om politieke redenen werd de bestuurlijke band met Rome verbroken, maar Hendrik VIII was niet theologisch geïnteresseerd in het reformatorische gedachtegoed. Uiteindelijk leidde de Engelse Reformatie tot een middenweg, de Anglicaanse Kerk verenigt evangelische en katholieke geloofselementen. Zij noemt zichzelf nog steeds "katholiek en hervormd". De liturgie van de Kerk van Engeland is - sinds 1559 - geformuleerd in het "Book of Common Prayer".
In 1535 nam een groep wederdopers, een radicale stroming, met geweld de macht over in Münster onder leiding van de Nederlander Jan van Leiden, die echter al snel zelf gewelddadig onderdrukt werd. Hieruit zou de vreedzame beweging van de mennonieten of doopsgezinden ontstaan, buiten Nederland vaak aangeduid met anabaptisme.
Bovenstaande vier stromingen die in de eerste helft van de 16e eeuw ontstaan zijn (lutheranisme, gereformeerd protestantisme, anabaptisme en anglicanisme) worden samen aangeduid met de term protestantisme.
Na telkens nieuwe schermutselingen werd in Duitsland in 1555 met de godsdienstvrede van Augsburg het cuius regio, eius religio ("wiens gebied, diens gebed") afgesproken. De vorst van elk land zou voortaan bepalen welke religie de inwoners van zijn land moesten aanhangen, m.a.w. daar mocht de keizer zich voortaan niet meer mee bemoeien.

### Contrareformatie
In de rooms-katholieke kerk ontstond een contrareformatie, als reactie tegen het groeiende protestantisme.
In 1534 werd de orde van de Jezuïeten gesticht; zij zouden een grote rol spelen in deze contrareformatie.
Tussen 1545 en 1563 werd het concilie van Trente gehouden. Dit concilie had als doel de misstanden en misbruiken binnen de rooms-katholieke kerk aan te pakken. Er moest ook duidelijkheid geschapen worden omtrent de door de protestanten betwiste geloofspunten.
De besluiten van het concilie vatten de positie van de rooms-katholieke kerk ten opzichte van de protestanten samen in 126 Anathema's (vervloekingen). Men kan dit concilie beschouwen als het hart van de contrareformatie.
De katholieke kerk slaagde erin om een grote invloed te behouden in de landen die katholiek zijn gebleven. De alliantie tussen kerk en staat was het sterkst in Spanje en de Spaanse Nederlanden, waar wereldlijke macht en inquisitie samenwerkten ter bestrijding van de ketterijen. Dit komt het duidelijkst tot uiting tijdens het bewind van Filips II (1527-1598). Filips zag zichzelf als de leider van de contrareformatie. Voor hem bestond er geen verschil tussen de belangen van de katholieke kerk en die van Spanje. Zijn in religieuze zin onverzoenlijke opstelling leidde tot een beeldenstorm in de Lage Landen, gevolgd door de Tachtigjarige Oorlog.

### Ontwikkeling Frankrijk
In Frankrijk werden de protestanten, Hugenoten genoemd, bloedig vervolgd. De hele tweede helft van de zestiende eeuw werd Frankrijk geteisterd door Hugenotenoorlogen, waarin Spanje en Engeland zich mengden aan katholieke, respectievelijk protestantse zijde. Tijdens de Bartholomeusnacht in 1572 werden duizenden Hugenoten vermoord. De Hugenotenoorlogen eindigen in 1598, toen koning Hendrik IV het edict van Nantes uitvaardigde, dat een redelijke mate van godsdienstvrijheid liet aan de protestanten, terwijl het katholicisme staatsgodsdienst bleef. Het edict werd echter herroepen in 1685 en vele Hugenoten vluchten dan naar Nederland.

### Ontwikkeling in de Nederlanden

Ontstaansgeschiedenis van kerken in Nederland

Ook in de Nederlanden (met name in Vlaanderen) won aanvankelijk het lutheranisme en later het calvinisme aan populariteit. In 1561 stelde de Doornikse predikant Guido de Brès de Nederlandse Geloofsbelijdenis op.
In 1564 pleitte Willem van Oranje in de Staten-Generaal voor meer gematigdheid in de kettervervolging. Koning Filips II van Spanje, die in 1555 de Nederlanden had geërfd van zijn vader, keizer Karel V, wilde daar absoluut niets van weten.
In april 1566 bood het Eedverbond der Edelen aan landvoogdes Margaretha van Parma een smeekschrift aan tot schorsing van de inquisitie. Nog voordat er een antwoord kwam, begon de beeldenstorm, op 10 augustus in het huidige Frans-Vlaanderen, waarna deze zich verplaatste naar het noorden. Tijdens deze beeldenstorm kwam de reactie op het smeekschrift: De nieuwe leer werd op 23 augustus 1566 toegestaan in alle plaatsen waar voor die tijd al bijeenkomsten van de nieuwe leer gehouden waren.
In de Noordelijke Nederlanden breidde het calvinisme zich vanaf 1572 snel uit. In 1576 was het calvinisme over vrijwel heel Holland en Zeeland verspreid, en ondervond weinig weerstand vanuit de bevolking. Wegens het uitbreken van de Nederlandse Opstand rond 1568 was de koning van Spanje vooral in de Noordelijke Nederlanden niet meer in staat repressie van bovenaf vol te houden. De katholieken werden in het algemeen niet bloedig vervolgd, afgezien van aanvankelijke excessen van de weinig gedisciplineerde Geuzen, maar ze moesten zich wel schuilhouden en het calvinisme werd de officiële godsdienst van de Nederlandse Republiek. In de Zuidelijke Nederlanden bleef het katholicisme de officiële godsdienst en vele protestanten migreerden naar het noorden.
In 1578 werd de calvinistische staat Gent opgericht. Al snel omvatte deze staat een groot deel van Vlaanderen. In deze staat was géén godsdienstvrijheid. In 1584 werd dit initiatief de kop ingedrukt, en de katholieke godsdienst weer als de staatsgodsdienst hersteld. Hierbij vluchtten 15000 mensen (op een bevolking van 40000) de stad uit. Enkele jaren later was de 'ketterij' uitgeroeid in de Zuidelijke Nederlanden.
In 1618-1619 werd de protestantse synode van Dordrecht gehouden. Belangrijkste agendapunt was een uitspraak in het geschil tussen de remonstranten en contraremonstranten.
De standpunten tegen de remonstranten werden weergegeven in vijf punten, die nog steeds bekendstaan onder de naam Dordtse Leerregels. Ze maken officieel onderdeel uit van de drie belijdenisgeschriften van de Nederlandse Hervormde en Gereformeerde kerken. Internationaal wordt er gesproken over het 5-puntencalvinisme ("five points of calvinism").
Op de Synode van Dordrecht werd tevens besloten de Bijbel in het Nederlands te vertalen. Deze Statenvertaling was in 1637 klaar en heeft tot 1954 algemeen dienstgedaan in Nederlandse protestantse kerken.

### Ontwikkeling in Duitsland
In 1618 laaiden de godsdiensttwisten opnieuw op door een opstand in Koninkrijk Bohemen van Hussieten tegen de Habsburgs-katholieke koning Ferdinand. Van 1618 tot 1648 woedde de Dertigjarige Oorlog door heel Duitsland heen, met inmenging uit Spanje, Denemarken, Zweden en Frankrijk. De oorlog kostte veel levens, maar aan het eind was de status quo in Duitsland er alleen maar door bevestigd.

### Ontdekkingsreizen
Tijdens en na de periode van de ontdekkingsreizen vond er emigratie plaats vanuit Europa naar andere werelddelen. De emigranten verspreidden op die manier het christendom over de wereld. Van een systematische zending onder de oorspronkelijke bevolking van de andere werelddelen was aanvankelijk nauwelijks sprake, dit is eerder een 19e-eeuws verschijnsel. Een uitzondering hierop vormen de Thomaschristenen in India die in 1599 onder druk van de Portugese kolonisten overgingen van de Assyrische Kerk van het Oosten naar de Rooms-Katholieke Kerk.

## De nieuwe tijd (vanaf circa 1650)
In de loop van de 17e eeuw lopen de godsdiensttwisten ten einde: in 1648 eindigen de Tachtigjarige Oorlog en Dertigjarige Oorlog; in 1685 wordt het Edict van Nantes in Frankrijk herroepen. Vanaf dan is er een grotendeels nationaal bepaalde status quo in de verdeling tussen rooms-katholicisme en protestantisme. Er is vanaf dat moment in West-Europa feitelijk geen sprake meer van een 'algemene' geschiedenis van het christendom, maar er is slechts de geschiedenis van de afzonderlijke kerkgenootschappen. De geschiedenis van het protestantisme is bovendien nog eens extra gefragmenteerd doordat elk protestants land een eigen staatskerk had (en in Nederland waren er bovendien nog andere nationaal georganiseerde protestantse kerken die door de overheid gedoogd werden). Officiële contacten tussen rooms-katholicisme en protestantisme zijn eeuwenlang vrijwel geheel afwezig.
Zie:
- De Rooms-Katholieke Kerk vanaf de 17e eeuw
- Het Nederlands protestantisme vanaf de 17e eeuw
- Evangelisch-Lutherse Kerk in het Koninkrijk der Nederlanden
- Geschiedenis van de Doopsgezinden

Enkele ontwikkelingen die de afzonderlijke kerkgenootschappen overstijgen staan hieronder vermeld.

### De verlichting
In de zeventiende eeuw boekten wetenschappers op diverse gebieden grote vooruitgang. Onderzoekers wisselden resultaten uit die druk besproken werden. Ontdekkingen, zoals die van Galilei, wekten de indruk dat een enorme wetenschappelijke vooruitgang te verwachten was.
In de achttiende eeuw wordt natuurwetenschap een soort rage. Isaac Newton ontdekt de wetten van de zwaartekracht en toont aan dat zon, maan en aarde aan deze wetten gehoorzamen. Er worden allerlei uitvindingen gedaan. Veel mensen gaan aannemen dat de menselijke rede in staat zal zijn alle problemen op te lossen en dat het tijd is om af te rekenen met domheid en bijgeloof. De achttiende eeuw wordt het tijdperk van de Verlichting. De grote "Encyclopédie" samengesteld door Diderot en d'Alembert verschijnt. Filosofen komen met nieuwe opvattingen. Voltaire pleit voor meer religieuze tolerantie en de afschaffing van de staatskerk. Rousseau keert zich tegen het absolutisme en het 'droit-divin'-principe.
Hoewel kritiek op de christelijke kerk een verschijnsel van alle eeuwen is sinds het ontstaan van het christendom, markeert de verlichting het ontstaan van kritiek op het christendom als zodanig.

### Ontstaan van de oudkatholieke kerk
In het begin van de 18e eeuw had een deel van de rooms-katholieke geestelijkheid in met name Utrecht en Holland het gevoel dat de paus en met name de Jezuïetenorde de Nederlandse katholieken tegen de Republiek probeerden op te stoken. In 1723 koos het Utrechtse kapittel een nieuwe bisschop, Cornelius Steenoven, zonder bevestiging te vragen van Rome, deze werd gewijd door een Franse bisschop. Een groot gedeelte van de Nederlandse katholieke geestelijken - met name in Holland en Utrecht - sloot zich bij hem aan; zij noemden zich aanvankelijk de Roomsch Katholieke Kerk van de Oud-Bisschoppelijke Clerezie.
Verzet tegen het onfeilbaarheidsdogma met betrekking tot de uitspraken van de paus 'ex cathedra' van 1870 tijdens het Eerste Vaticaans Concilie leidde met name in de Duitstalige landen tot afsplitsingen van de Rooms-Katholieke Kerk en tot vorming van oudkatholieke kerkgemeenschappen (Altkatholische Kirche). Spoedig zocht men contact met de Utrechtse kerk. In 1889 kwam met de "nieuwe" oudkatholieken in Duitsland en Zwitserland de internationale Unie van Utrecht tot stand, waarbij later ook oudkatholieke kerken in Oostenrijk, Kroatië, Tsjechië, Polen en de Verenigde Staten zijn aangesloten.
Al veel langer dan in de rooms-katholieke kerk (sedert 1910 in Nederland) worden de erediensten in de moedertaal gevierd. Het verplichte celibaat werd reeds vroeg (1878: Duitsland en 1922: Nederland) opgeheven. Sinds enige decennia (1931) bestaat er een communio (full-communion: volledige kerkelijke overeenkomst) tussen de Anglicaanse Kerk en de Oudkatholieke Kerk.

### De Franse Revolutie en Napoleon
De Franse Revolutie heeft de rol van de kerken in de samenleving teruggeschroefd maar een deel van wat door de revolutie werd afgeschaft wordt na de val van Napoleon (1815) weer ingevoerd. Globaal gezien hebben de kerken heel wat privileges moeten inleveren en is er een einde gekomen aan het kerkelijk grootgrondbezit.
Zie ook:
- De kerk in Frankrijk tijdens de Franse revolutie
- Napoleon en de Rooms-Katholieke Kerk
- Corneille Stevens

### Ontwikkeling van de theologie
Vanaf de 18e eeuw ontwikkelt zich het historisch-kritisch Bijbelonderzoek hetgeen geleid heeft tot de ontwikkeling van de moderne theologie.
Enkele belangrijke theologen die hun stempel hebben gedrukt op de kerk in de twintigste eeuw waren: Karl Barth, Dietrich Bonhoeffer, Marie-Dominique Chenu, Yves Congar en Edward Schillebeeckx.

### De oecumene in de twintigste eeuw
In de twintigste eeuw kwam de oecumenische beweging op en hebben de kerkgenootschappen ook officieel voorzichtige toenaderingsstappen tot elkaar gezet. Een doorbraak in 1948 was de oprichting van de Wereldraad van Kerken waar de protestantse en oosters-orthodoxe kerken lid van werden, en de Rooms-Katholieke Kerk werd waarnemer. Een voorbeeld in Nederland van oecumene is de wederzijdse dooperkenning in de nasleep van de doop van prinses Irene. Aan het eind van de twintigste eeuw zakte het oecumenische elan weer wat weg.
Ook tussen de rooms-katholieke enerzijds en de oosters-orthodoxe kerken en de oriëntaals-orthodoxe kerken anderzijds verbeteren zich de contacten. In 1965 worden de wederzijdse excommunicaties tussen de rooms-katholieken en oosters-orthodoxen uit het jaar 1054 opgeheven.

### Het christendom buiten Europa in de twintigste eeuw
Het christendom in het Midden-Oosten dat aan het begin van de 20e eeuw circa 10% van de bevolking uitmaakte kende in de 20e eeuw een grote terugval. In Turkije, Irak en de Palestijnse gebieden is het christendom bijna verdwenen, terwijl het aantal christenen in Libanon en Jordanië is gehalveerd. In Zuidelijk-Afrika en delen van Azië kende het christendom juist een sterke groei.

## Stromingen
Binnen de christelijke kerk, die in de eerste eeuwen van de jaartelling een geheel vormde, zijn in de loop van de geschiedenis een viertal grote stromingen ontstaan.
Men onderscheidt:
- De orthodoxe kerken of het zogenaamde oosterse christendom met enerzijds de oriëntaals-orthodoxe kerken en anderzijds de oosters-orthodoxe kerken. Oorspronkelijk was dit de kerk die domineerde in het Griekssprekende Oost-Romeinse rijk. Geografisch is de oorsprong van deze kerken te situeren wat de eerste groep betreft in Armenië, Syrië en Noord-Afrika en wat de tweede groep betreft in Zuidoost- en Oost-Europa en Rusland. Ten gevolge van de emigratie uit deze landen hebben deze kerken thans wereldwijd lokale afdelingen. De oriëntaals-orthodoxe kerken zijn ontstaan na de schisma's in de vijfde eeuw en de oosters-orthodoxe kerken na het schisma van 1054.
- De Rooms-Katholieke Kerk was oorspronkelijk de kerk van West-Europa. Ze werd vóór het schisma van 1054 westerse Kerk genoemd die domineerde in het Latijnsprekende West-Romeinse Rijk. Ze heeft zich in de loop der tijd over de hele aardbol verspreid. Het centrum is nog steeds Rome.
- De protestantse kerken zijn ontstaan, in de loop van de zestiende eeuw, ten gevolge van de afscheiding van bepaalde groepen christenen die oorspronkelijk tot de rooms-katholieke kerk behoorden. Luther en zijn volgelingen keerden zich in 1517 af van de kerk van Rome. Een groot aantal protestantse kerken zijn daarna ontstaan, te classificeren in vier hoofdcategorieën: lutheranen, gereformeerden, anglicanen en doopsgezinden. In 2004 is de Protestantse Kerk Nederland (PKN) ontstaan, een samenvoeging van de Gereformeerde Kerken in Nederland, Nederlands Hervormde Kerk en de Evangelisch-Lutherse Kerk. Protestantse kerken vindt men vooral in West-Europa en Noord-Amerika.
- Nieuwere kerken die spontaan ontstaan zijn, niet als afscheiding van een van bovengenoemde stromingen. Deze komen met name in de Verenigde Staten veelvuldig voor. Bijvoorbeeld Zevendedagsadventisten, Jehova's Getuigen, Messiasbelijdende Joden.

Het christendom is met ruim 2,2 miljard aanhangers de grootste religieuze stroming ter wereld en beleeft na een betrekkelijke stagnatie in de tweede helft van de twintigste eeuw een periode van groei. Naast de groeiende rooms-katholieke kerk is er een toename van gelovigen binnen de protestantse kerken, vooral in Afrika, Zuid-Amerika en China. Ook in Zuidoost-Azië en rond de Stille Oceaan groeien christelijke denominaties. Uitzondering is het Midden-Oosten, dat een afname kent van het aantal christenen.